# Евдокия Ваяна
Евдокия Ваяна (греч. Ευδοκία Βαϊανή) (? — 12 апреля 901) — третья жена византийского императора Льва VI.
Евдокия стала женой Льва VI весной или летом 900 года после смерти его второй жены Зои Заутцы:

Взял царь деву из фемы Опсикия, красивую и прекрасную. Имя же ей Евдокия. Женился и венчал её.
— Продолжатель Феофана. Жизнеописание царей. Книга VI. Лев VI
Этот брак продлился около года. 12 апреля 901 года Евдокия «родила ему мальчика, при этом и она сама и ребенок скончались». Вероятно, сын умер не при родах, а несколько позднее так как его успели наречь Василием.
Евдокия была третьей женой Льва VI, а для церкви такой брак хотя и является законным, но понимается как уступка, «как лучшие нежели распутное любодеяние» — это все проявилось после смерти Евдокии. Евфимий, духовник императора, указывал Льву сделать жене скромные похороны так как она умерла в день Пасхи и не следовало трауром нарушать радость праздника Воскресения Христова. Игумен монастыря Святого Лазаря, в котором хотели её похоронить, отказал принять тело Евдокии в свою обитель и его отнесли обратно во дворец. Константин VII Багрянородный в книге «О церемониях» сообщает, что Евдокия была погребена в церкви Двенадцати Апостолов.